# Tramway de Krefeld
Le tramway de Krefeld est un réseau de tramway qui dessert la ville allemande de Krefeld. Ouvert en 1883, il compte actuellement 4 lignes.

## Réseau actuel

### Aperçu actuel
Le réseau compte 4 lignes :
| Ligne | Trajet                                         |
| ----- | ---------------------------------------------- |
| 041   | Fischeln - Krefeld Hbf - Tönisvorst - St.Tönis |
| 042   | Edelstahlwerk Tor 3 - Krefeld Hbf - Elfrath    |
| 043   | Krefeld Hbf - Bockum - Uerdingen               |
| 044   | Rheinhafen - Linn - Krefeld Hbf - Hüls         |